# Peacemaker (DC Extended Universe)
Christopher "Chris" Smith, noto anche con Peacemaker, è un antieroe immaginario appartenente prima al DC Extended Universe (DCEU) e successivamente al DC Universe (DCU), basato sull'omonimo personaggio di DC Comics. Adattato per il grande schermo dallo sceneggiatore e regista James Gunn, è interpretato da John Cena.
Smith agisce come vigilante con l'obiettivo di raggiungere la pace a qualunque costo, una filosofia che lo porta a scontare una condanna a 30 anni nel penitenziario di Belle Reve. Viene contattato da Amanda Waller, direttrice dell'istituto e dell'A.R.G.U.S., per unirsi alla Task Force X: una squadra d'assalto composta da detenuti, incaricata di una missione di infiltrazione sull'isola di Corto Maltese. Dopo essere rimasto ferito durante l'operazione, Smith viene curato dall'A.R.G.U.S. e successivamente assegnato a un nuovo incarico: collaborare con un gruppo di agenti nell’ambito del cosiddetto "Progetto Butterfly".
A partire dal 2022, Peacemaker è diventato una figura centrale nei media DC, apparendo in due produzioni principali: il film The Suicide Squad - Missione suicida (2021) e la prima stagione della serie televisiva Peacemaker, distribuita in streaming su HBO Max, entrambe ambientate nel DCEU. Il personaggio è stato reintegrato nel canone del DCU attraverso un cameo in Superman (2025) e tornerà nella seconda stagione di Peacemaker. Inoltre, questa versione di Peacemaker compare come personaggio giocabile DLC nel videogioco Mortal Kombat 1, con John Cena che riprende il ruolo anche in questa occasione. Una variante del personaggio, proveniente da un futuro alternativo, fa inoltre un cameo muto nella serie animata Creature Commandos.

## Biografia del personaggio

### Linea temporale DCEU

#### Primi anni
Christopher "Chris" Smith nacque nel 1981 a Evergreen, nella contea di Charlton, nello stato di Washington, da August "Auggie" Smith, un ex soldato diventato vigilante sotto lo pseudonimo di Drago Bianco, noto per le sue posizioni suprematiste bianche e le convinzioni neonaziste. Auggie addestrò Chris a uccidere fin da giovane, contro la sua volontà, distorcendo in modo permanente il suo senso della moralità. Durante questo periodo, Chris causò accidentalmente la morte del fratello Keith, che Auggie preferiva nettamente a lui, provocando la furia del padre e un profondo trauma in Chris.
Con il passare degli anni, Chris divenne mentalmente instabile e giurò di mantenere la pace a ogni costo, indipendentemente dai mezzi necessari o dal numero di persone da eliminare. Per perseguire questo obiettivo, creò la propria uniforme e adottò lo pseudonimo di "Peacemaker", dando inizio alla sua personale crociata per la giustizia a tutti i costi. Nel corso del tempo fece amicizia con il vigilante locale Adrian Chase, alias "Vigilante", incontrò i futuri membri della Justice League, Flash e Wonder Woman, e catturò il criminale noto come "Kite Man". Tuttavia, alla fine Chris fu arrestato e condannato a trent'anni di reclusione nel penitenziario di Belle Reve.

#### Task Force X e Progetto Starfish
Nel 2020, Christopher Smith viene reclutato, insieme ad altri criminali detenuti, dalla direttrice dell'A.R.G.U.S. Amanda Waller per entrare a far parte di una squadra d’assalto segreta con il nome in codice "Task Force X". La missione consiste nell’infiltrarsi sull'isola di Corto Maltese per distruggere un laboratorio di epoca nazista chiamato Jötunheim e svelare il segreto che vi è custodito: il "Progetto Starfish", prima che il nuovo regime anti-americano, insediatosi dopo un colpo di Stato, possa sfruttarlo come arma. Waller affida inoltre a Chris un compito segreto: eliminare ogni prova del coinvolgimento degli Stati Uniti nel progetto. Mentre una squadra separata ha il compito di distrarre le forze armate locali, Chris si unisce a Robert DuBois / Bloodsport, Cleo Cazo / Ratcatcher 2 e il suo topo domestico Sebastian, Nanaue / King Shark e Abner Krill / Polka-Dot Man per raggiungere il punto di sbarco. In seguito si uniscono ai superstiti della prima squadra - il colonnello Rick Flag Jr. e Harley Quinn - ricevendo anche l'aiuto di un gruppo di ribelli locali noto come i Combattenti per la Libertà.
La squadra riesce a catturare lo scienziato capo del Progetto Starfish, Gaius Grieves / The Thinker, e lo costringe ad aiutarli a penetrare in Jötunheim. Mentre Chris, Harley, DuBois, Krill e Nanaue piazzano esplosivi nella struttura, Flag Jr., Cleo e Sebastian scortano il Pensatore nel laboratorio. Chris, su ordine di Waller, segue segretamente il secondo gruppo. Quando Flag Jr. scopre la verità sugli orrendi esperimenti condotti nel laboratorio e sulla creatura aliena nota come Starro il Conquistatore, recupera un disco rigido con informazioni compromettenti, deciso a renderle pubbliche. Chris, sebbene con riluttanza, lo uccide per impedire la diffusione dei dati. Quando Cazo riesce a rubare il disco, Chris tenta di eliminarla, ma viene fermato da DuBois, che lo ferisce gravemente e guida la squadra nella distruzione del Progetto Starfish. L'A.R.G.U.S. si occupa delle cure di Chris e lo trasferisce all'Evergreen Hospital, nella contea di Charlton, per il recupero. Gli agenti John Economos ed Emilia Harcourt lo tengono sotto osservazione, rivelando infine che hanno bisogno di lui "per salvare di nuovo il mondo".

### Linea temporale DCU

#### Primi anni, Task Force X e Progetto Butterfly
Analogamente alla sua controparte della linea temporale del DCEU, Christopher "Chris" Smith nacque nel 1981 a Evergreen, nella contea di Charlton, nello stato di Washington, da August "Auggie" Smith, ex soldato ed ex vigilante noto con il nome in codice "White Dragon", tristemente famoso per il suo suprematismo bianco e le sue convinzioni neonaziste. Fin da giovane, contro la sua volontà, Chris e suo fratello Keith furono addestrati dal padre a uccidere, cosa che ne compromise irrimediabilmente il senso della moralità.
Crescendo, Chris giurò di mantenere la pace a qualsiasi costo, senza badare ai mezzi necessari né al numero di vite che avrebbe dovuto spezzare. Per perseguire questo obiettivo, ideò la propria uniforme e adottò l'alias "Peacemaker", iniziando così la sua personale crociata per una giustizia a ogni costo. Alla fine venne arrestato e condannato a 30 anni di reclusione presso la prigione di Belle Reve.
Nel 2021, mentre si trovava in carcere, Chris fu reclutato, insieme ad altri criminali, dalla direttrice di A.R.G.U.S. Amanda Waller in una squadra d'assalto segreta e non ufficiale, nome in codice "Task Force X", guidata dal colonnello Rick Flag, Jr. In seguito, un pentito Chris uccise con riluttanza lo stesso Flag, Jr., con l'intenzione di rendere pubblico il Progetto Starfish, i suoi esperimenti disumani e la sua principale arma: Starro il Conquistatore.
Cinque mesi dopo, ancora in convalescenza a seguito delle ferite riportate in missione, Chris venne curato da A.R.G.U.S. e assegnato ad affiancare un gruppo di agenti nell'operazione "Project Butterfly".

#### Intervista su Superman
Nel 2025, Peacemaker viene invitato in un talk show per discutere la controversia che circonda il metaumano noto come Superman, che è stato attivo per tre anni, in mezzo alla rivelazione che sembra essere stato inviato sulla Terra dalla sua casa su Krypton per invadere e ripopolare il pianeta con la sua stessa gente. Peacemaker gongola per essere sempre consapevole delle vere intenzioni dell'eroe.

## Versioni alternative

### Conquista del Pokolista
In un futuro oscuro alternativo, la famiglia reale di Pokolistan strinse un patto con Gorilla Grodd per mobilitare le proprie forze in preparazione di una conquista del mondo. La principessa Ilana Rostovic radunò i suoi Cavalieri di Ametista e conquistò con successo gli Stati Uniti d'America e uccise i supereroi, i metaumani e i vigilanti del mondo, come Peacemaker.

## Caratterizzazione
Cena ha descritto il suo personaggio come «un Capitan America idiota», mentre Gunn ha aggiunto che il personaggio sarebbe disposto a fare qualsiasi cosa pur di raggiungere la pace. Dopo la sua scelta per il ruolo, Gunn ha anche consigliato a Cena di non leggere alcun fumetto su Peacemaker, per evitare che si formasse un'idea preconcetta che potesse distrarlo dalla storia che il regista intendeva raccontare. In un’intervista, Cena ha parafrasato le parole di Gunn dicendo: «Hai quello che sto cercando. Sii te stesso e, se sei disposto a seguire una direzione, penso che possiamo creare qualcosa di speciale». Inizialmente, Cena immaginava Peacemaker come «un sergente istruttore, una personalità alla Full Metal Jacket», ma ha dovuto cambiare approccio ed enfatizzare il lato più benevolo del personaggio circa venti minuti dopo l'inizio delle riprese della sua prima scena in costume. Nella stessa intervista, Cena ha paragonato il suo lavoro da attore in questo ruolo alla carriera da wrestler professionista, affermando: «Ogni volta che interpreto un ruolo in un film, non sono mai me stesso. Mentre nella WWE succede qualcosa di strano: spesso devi creare un’estensione di te stesso, perché la narrazione è così dannatamente lunga».
Nonostante in The Suicide Squad venga ritratto come un ipocrita, devoto al dovere ed egoista - e continui a mantenere quella facciata anche in Peacemaker - Smith è in realtà un uomo distrutto, che disprezza sé stesso e cerca disperatamente uno scopo nel mondo. Tuttavia, è troppo ossessionato dalle atrocità che ha commesso per riuscire ad adattarsi a una vita normale. Il tempo trascorso con gli 11th Street Kids, come mostrato nella serie, lo aiuta gradualmente ad affrontare i demoni del passato e a rivedere la propria visione del mondo: comincia così a mostrare più spesso il suo lato vulnerabile agli altri e ad affrontare le emozioni represse. Allo stesso tempo, però, diventa anche più instabile emotivamente e soggetto a esplosioni di rabbia. Molti spettatori hanno notato come in The Suicide Squad Peacemaker riceva uno sviluppo del personaggio inferiore rispetto ad altri protagonisti, come Robert DuBois / Bloodsport, Cleo Cazo / Ratcatcher 2 e Nanaue / King Shark, tanto da essere considerato "irredimibile" nel film. Tuttavia, ciò è stato voluto da James Gunn per preparare il terreno allo sviluppo successivo del personaggio nella serie a lui dedicata. Gunn ha infatti utilizzato la serie come occasione per esplorare temi attuali attraverso Peacemaker, oltre ad approfondire il suo complicato rapporto con il padre, già accennato nel film.
La decisione di rendere Smith bisessuale, confermata dal penultimo episodio della prima stagione di Peacemaker, è stata lanciata da Cena, secondo Gunn. Afferma che «Peacemaker è un personaggio interessante perché è così incasinato in così tanti modi, e poi in altri modi, è un po' stranamente lungimirante. John improvvisa tutto il tempo, e ha semplicemente trasformato Christopher Smith in questo tizio iper-sessualizzato che è aperto a qualsiasi cosa sessualmente. Sono rimasto sorpreso da questo. Ma ho pensato: "Immagino che abbia senso che questo ragazzo non sia unidimensionale"». Cena ha esaminato la storia del personaggio nei fumetti e ha stabilito che con le lotte e le difficoltà dell'infanzia di Christopher Smith, sarebbe stato «disposto a fare qualsiasi cosa fino a un certo punto».

## Concezione e sviluppo

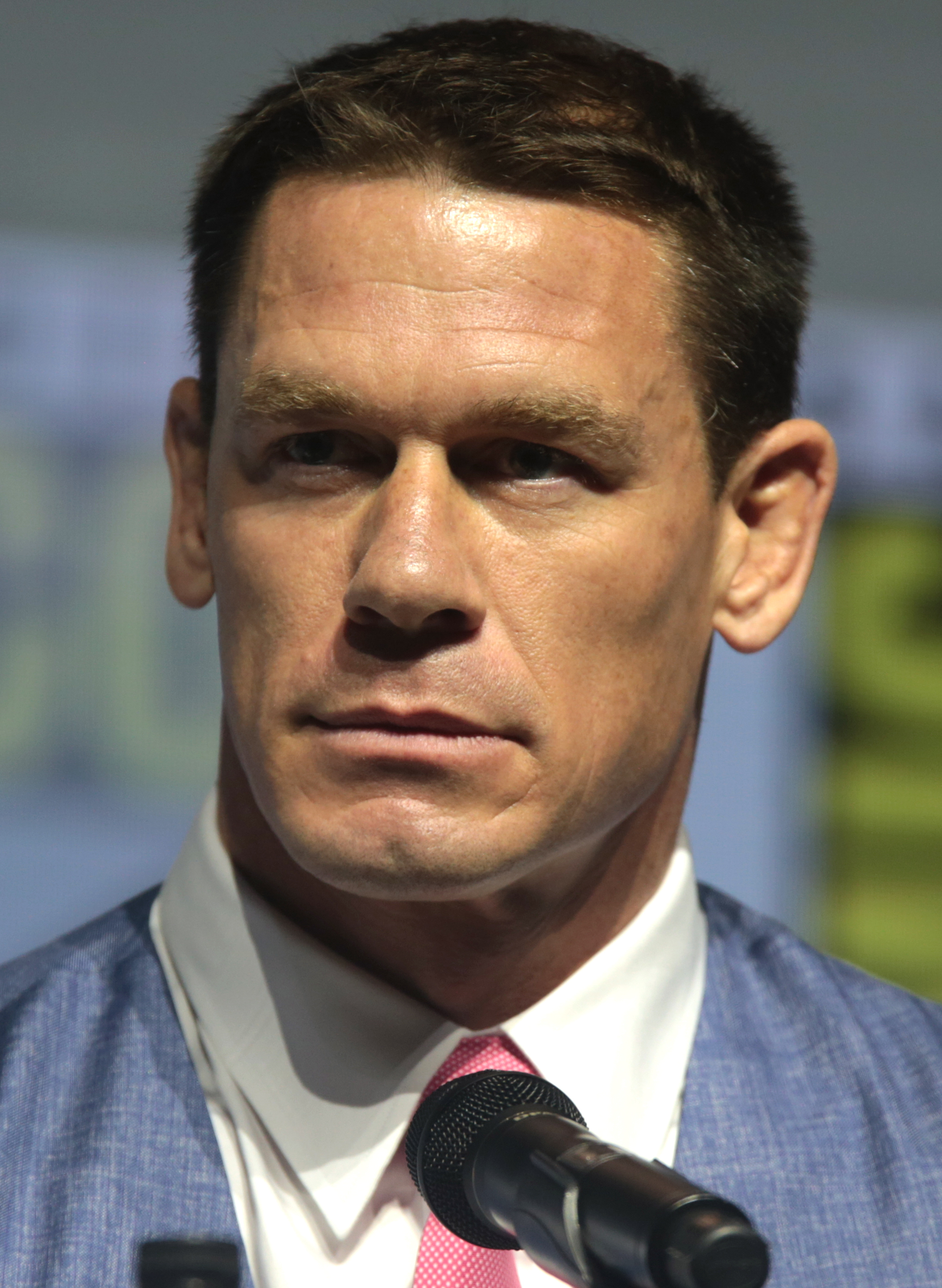
Il wrestler professionista e attore John Cena interpreta Peacemaker nel DCEU come un «Capitan America stupido e bro-y»

## Accoglienza
L'interpretazione di John Cena nei panni di Christopher Smith / Peacemaker nelle sue apparizioni nel DCEU ha ricevuto un’accoglienza generalmente positiva da parte della critica. Parlando della sua performance in The Suicide Squad, Katie Rife di The A.V. Club ha affermato che «Cena dimostra ancora una volta di essere un attore comico di talento», descrivendo il personaggio come una vera e propria «action figure vivente». Justin Chang del Los Angeles Times ha aggiunto che l'interpretazione di Cena nel ruolo dal "nome ironico" contribuisce efficacemente a un «formidabile ensemble e a un abile equilibrio di cervello, cuore e altre viscere». Richard Trenholm di CNET, soffermandosi sulla dinamica tra il Peacemaker di Cena e il Robert DuBois / Bloodsport interpretato da Idris Elba, ha definito uno degli elementi più riusciti del film «la coppia che si scontra in modo esilarante mentre cerca di superarsi a vicenda in una creatività omicida». Ha inoltre lodato Cena, sottolineando quanto sia «così bravo e così divertente nel ruolo del teso Peacemaker, da sembrare un attore completamente diverso rispetto al blocco di legno che è caduto dallo schermo con un tonfo sordo in Fast & Furious 9 - The Fast Saga di quest'anno».
Allo stesso modo, l'anno successivo i critici accolsero con favore la performance di Cena in Peacemaker. La giornalista di IGN Samantha Nelson ha evidenziato l'evoluzione del personaggio nella serie, osservando che «Peacemaker diventa rapidamente un personaggio molto più simpatico rispetto a quanto fosse nel film di Gunn, pur restando esasperante per i suoi compagni di squadra, come il sorvegliante di Belle Reve, John Economos (Steve Agee), che Peacemaker accusa continuamente di tingersi la barba». Nelson aggiunge anche che «Cena ha un grande senso dell'umorismo e sembra non provare alcuna vergogna nell'interpretare un heel malinconico, il cui miglior amico è la sua spalla: un'aquila calva di nome Eagly». Charles Bramesco, su The Guardian, ha definito Cena «l'elemento più forte della serie», attribuendo questo merito alla «sua muscolatura venosa, che conferisce il giusto peso ai combattimenti, spesso indeboliti da una CGI dall’aspetto artificiale». Bramesco paragona la presenza scenica e la fisicità dell’attore alla comicità slapstick, commentando: «I bassi vanno in saturazione ogni volta che sbatte contro un muro o cade a terra, facendoci percepire tutta la pesantezza del suo corpo elefantiaco. È perfetto anche nel ruolo di comico in erba: la sua spacconeria da maschio alfa si adatta perfettamente alle buffonate sofisticate scritte da Gunn».

## Altri media
- Peacemaker appare come personaggio giocabile in Mortal Kombat 1. Nel suo finale della modalità Arcade, qualche tempo dopo aver sconfitto le Farfalle, Chris riceve da Amanda Waller un nuovo incarico top secret, con nome in codice "Progetto Magician", che prevede la cattura di Eclipso. Tuttavia, Eclipso lo spedisce nell'universo di Mortal Kombat. Nonostante ciò, Chris – entusiasta della nuova realtà – decide di restare per portare la pace anche lì, a modo suo.
- Peacemaker compare inoltre nel gioco per dispositivi mobili Mortal Kombat: Onslaught.